# Thạnh Hưng, Kiến Tường
Thạnh Hưng là một xã thuộc thị xã Kiến Tường, tỉnh Long An, Việt Nam.

## Địa lý
Xã Thạnh Hưng nằm ở phía tây nam thị xã Kiến Tường, có vị trí địa lý:
- Phía đông giáp Phường 1 và huyện Tân Thạnh
- Phía tây giáp các huyện Vĩnh Hưng và Tân Hưng
- Phía nam huyện Tân Thạnh
- Phía bắc giáp xã Tuyên Thạnh và Phường 3.

Xã có diện tích 65,30 km², dân số năm 1999 là 4.288 người, mật độ dân số đạt 66 người/km².

## Lịch sử
Trước đây, Thạnh Hưng là một xã thuộc huyện Mộc Hóa, được thành lập vào ngày 4 tháng 4 năm 1989 trên cơ sở tách một phần diện tích và dân số của xã Tuyên Thạnh.
Từ ngày 18 tháng 3 năm 2013, xã Thạnh Hưng thuộc thị xã Kiến Tường như hiện nay.